# Anders Sundquist
Anders Sundquist, född 3 augusti 1945, är en svensk skådespelare.

## Biografi
Sundquist har varit engagerad vid bland annat Riksteatern, Göta Lejon, Folkan, Intiman och Apolloteatern. Sommaren 1985 spelade han hos Nils Poppe i Fars lille påg på Fredriksdalsteatern.
Han håller seminarier och har medverkat i flera informationsfilmer. Han är gift med skådespelerskan Suzanne Ernrup.

## Teater

### Roller
| År   | Roll                    | Produktion                                                                  | Regi                | Teater              |
| ---- | ----------------------- | --------------------------------------------------------------------------- | ------------------- | ------------------- |
| 1972 | Goddard                 | Skulle det dyka upp fler lik är det bara å ringa (Busybody) Jack Popplewell | Stig Ossian Ericson | Riksteatern         |
| 1978 | Claude Masure           | Bäddat för tre (Monsieur Masure) Claude Magnier                             | Olof Thunberg       | Riksteatern         |
| 1986 |                         | Spökhotellet (L'Hôtel du libre-échange) Georges Feydeau                     | Pierre Fränckel     | Riksteatern         |
| 1985 | Advokat Wilhelm Welling | Fars lille påg (Hurra, ein Junge) Franz Arnold och Ernst Bach               | Hans Bergström      | Fredriksdalsteatern |
| 1987 | Clifton Weaver          | Oj då!... en till?! (One For the Pot) Ray Cooney och Tony Hilton            | Chris Johnston      | Folkan              |
| 1988 |                         | Det stannar i familjen (It Runs in the Family) Ray Cooney                   | Brian Howard        | Folkan              |
| 1993 |                         | Karlsson på taket Astrid Lindgren                                           | Pernilla Skifs      | Göta Lejon          |

### Fotnoter
1. ↑  ”Alla känslor är tillåtna”. Dagens Nyheter. 23 november 2009. https://www.dn.se/arkiv/familj/alla-kanslor-ar-tillatna/. Läst 30 januari 2023.
2. ↑  ”Skulle det dyka upp flera lik är det bara å ringa!”. Musik- och Teaterbiblioteket. https://calmview.musikverk.se/CalmView/Record.aspx?src=CalmView.Performance&id=PERF14495&pos=71. Läst 21 juli 2025.
3. ↑  ”Nytt om nöjen: Jarl Borssén”. Dagens Nyheter:  s. 18. 8 juni 1972. https://arkivet.dn.se/tidning/1972-06-08/11171-153/18. Läst 21 juli 2025.
4. ↑  ”Bäddat för tre”. Musik & Teaterbiblioteket. https://calmview.musikverk.se/CalmView/Record.aspx?src=CalmView.Performance&id=PERF19440&pos=3. Läst 10 maj 2025.
5. ↑  ”Teaterannons”. Dagens Nyheter:  s. På Stan 4. 24 maj 1986. https://arkivet.dn.se/tidning/1986-05-24/137/56. Läst 4 mars 2022.
6. ↑  Marcus Boldeman (20 september 1987). ”Ny fars på Folkan: Männens afton på scen”. Dagens Nyheter:  s. 20. http://arkivet.dn.se/arkivet/tidning/1987-09-20/255/20. Läst 22 augusti 2015.
7. ↑  Marcus Boldemann (16 september 1988). ”Kluven storsatsning”. Dagens Nyheter:  s. 28. http://arkivet.dn.se/arkivet/tidning/1988-09-16/252/28. Läst 22 augusti 2015.
8. ↑  Ingegärd Waaranperä (19 oktober 1993). ”Fördomsfullt om barns humor”. Dagens Nyheter. http://www.dn.se/arkiv/teater/fordomsfullt-om-barns-humor/. Läst 17 september 2016.